# Ryūkyū-Graben

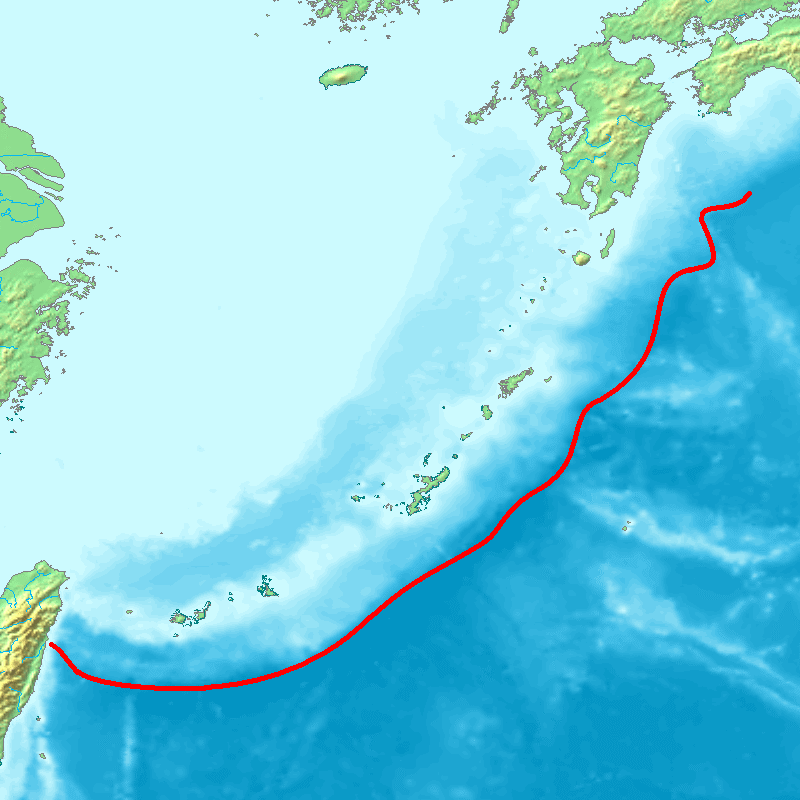
Lage des Ryūkyū-Grabens

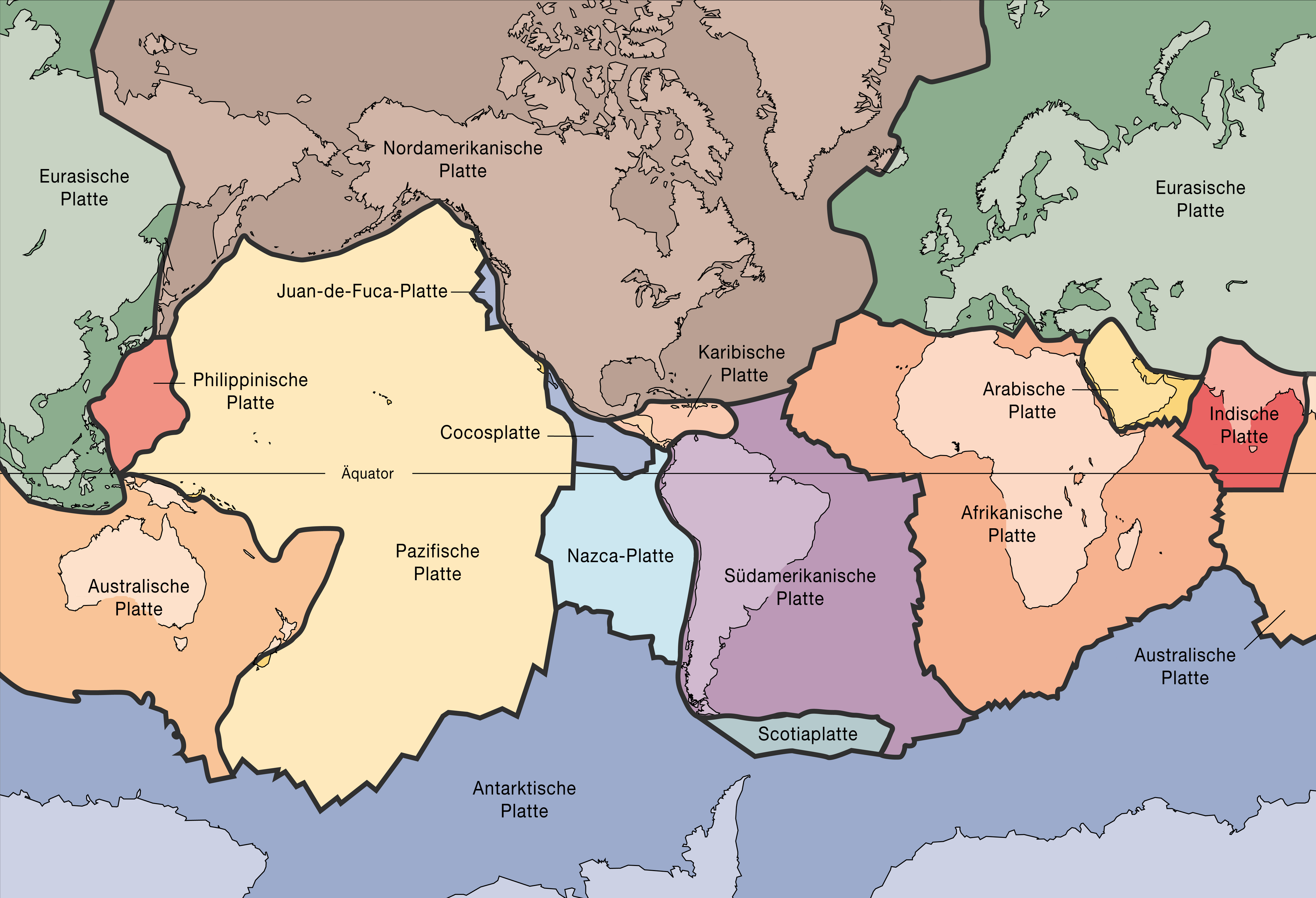
Tektonische Platten mit Kontinenten im Hintergrund

Der Ryūkyū-Graben ist eine bis zu 7507 m tiefe und 1040 km lange Tiefseerinne, die in der Philippinensee im westlichen Teil des Pazifischen Ozeans (Pazifik) liegt.

## Geographie
Der Ryūkyū-Graben befindet sich zwischen den japanischen Ryūkyū-Inseln im (Nord-)Westen, Kyūshū (Japan) im Norden, dem Philippinenbecken im Osten und Süden und Taiwan im (Süd-)Westen. Er liegt etwa zwischen 23 und 28 Grad nördlicher Breite sowie 126 und 131 Grad östlicher Länge.
Koordinaten: 26° 20′ 0″ N, 128° 40′ 0″ O

## Geologie
Der Ryūkyū-Graben bildet einen Teil der tief eingeschnittenen Nahtstelle von Eurasischer Platte im Westen und Philippinischer Platte im Osten.